# Danh sách đô thị tại Segovia

Bản đồ đô thị của tỉnh

Đây là danh sách các đô thị ở tỉnh Segovia thuộc cộng đồng tự trị Castile-Leon, Tây Ban Nha.
| Tên                                 | Dân số (2002) |
| Abades                              | 856           |
| Adrada de Pirón                     | 56            |
| Adrados                             | 197           |
| Aguilafuente                        | 817           |
| Alconada de Maderuelo               | 49            |
| Aldea Real                          | 396           |
| Aldealcorvo                         | 25            |
| Aldealengua de Pedraza              | 90            |
| Aldealengua de Santa María          | 80            |
| Aldeanueva de la Serrezuela         | 44            |
| Aldeanueva del Codonal              | 203           |
| Aldeasoña                           | 97            |
| Aldehorno                           | 73            |
| Aldehuela del Codonal               | 47            |
| Aldeonte                            | 93            |
| Anaya                               | 129           |
| Añe                                 | 131           |
| Arahuetes                           | 46            |
| Arcones                             | 251           |
| Arevalillo de Cega                  | 41            |
| Armuña                              | 261           |
| Ayllón                              | 1.240         |
| Barbolla                            | 203           |
| Basardilla                          | 106           |
| Bercial                             | 130           |
| Bercimuel                           | 90            |
| Bernardos                           | 707           |
| Bernuy de Porreros                  | 362           |
| Boceguillas                         | 614           |
| Brieva                              | 73            |
| Caballar                            | 96            |
| Cabañas de Polendos                 | 122           |
| Cabezuela                           | 706           |
| Calabazas de Fuentidueña            | 68            |
| Campo de San Pedro                  | 370           |
| Cantalejo                           | 3.542         |
| Cantimpalos                         | 1.269         |
| Carbonero el Mayor                  | 2.370         |
| Carrascal del Río                   | 201           |
| Casla                               | 157           |
| Castillejo de Mesleón               | 116           |
| Castro de Fuentidueña               | 85            |
| Castrojimeno                        | 46            |
| Castroserna de Abajo                | 53            |
| Castroserracín                      | 45            |
| Cedillo de la Torre                 | 120           |
| Cerezo de Abajo                     | 185           |
| Cerezo de Arriba                    | 196           |
| Cilleruelo de San Mamés             | 47            |
| Cobos de Fuentidueña                | 61            |
| Coca                                | 1.944         |
| Codorniz                            | 458           |
| Collado Hermoso                     | 157           |
| Condado de Castilnovo               | 116           |
| Corral de Ayllón                    | 106           |
| Cozuelos de Fuentidueña             | 174           |
| Cubillo                             | 62            |
| Cuéllar                             | 9.288         |
| Cuevas de Provanco                  | 196           |
| Chañe                               | 717           |
| Domingo García                      | 52            |
| Donhierro                           | 102           |
| Duruelo                             | 147           |
| Encinas                             | 70            |
| Encinillas                          | 79            |
| Escalona del Prado                  | 585           |
| Escarabajosa de Cabezas             | 375           |
| Escobar de Polendos                 | 252           |
| El Espinar                          | 6.543         |
| Espirdo                             | 291           |
| Fresneda de Cuéllar                 | 232           |
| Fresno de Cantespino                | 282           |
| Fresno de la Fuente                 | 69            |
| Frumales                            | 196           |
| Fuente de Santa Cruz                | 188           |
| Fuente el Olmo de Fuentidueña       | 146           |
| Fuente el Olmo de Íscar             | 100           |
| Fuentepelayo                        | 977           |
| Fuentepiñel                         | 166           |
| Fuenterrebollo                      | 418           |
| Fuentesaúco de Fuentidueña          | 315           |
| Fuentesoto                          | 166           |
| Fuentidueña                         | 153           |
| Gallegos                            | 102           |
| Garcillán                           | 371           |
| Gomezserracín                       | 711           |
| Grajera                             | 92            |
| Honrubia de la Cuesta               | 68            |
| Hontalbilla                         | 409           |
| Hontanares de Eresma                | 181           |
| Los Huertos                         | 157           |
| Ituero y Lama                       | 100           |
| Juarros de Riomoros                 | 71            |
| Juarros de Voltoya                  | 290           |
| Labajos                             | 143           |
| Laguna de Contreras                 | 168           |
| Languilla                           | 129           |
| Lastras de Cuéllar                  | 540           |
| Lastras del Pozo                    | 80            |
| La Lastrilla                        | 1.916         |
| La Losa                             | 378           |
| Maderuelo                           | 151           |
| Marazoleja                          | 160           |
| Marazuela                           | 72            |
| Martín Miguel                       | 196           |
| Martín Muñoz de la Dehesa           | 196           |
| Martín Muñoz de las Posadas         | 494           |
| Marugán                             | 382           |
| Mata de Cuéllar                     | 316           |
| Matabuena                           | 226           |
| La Matilla                          | 111           |
| Melque de Cercos                    | 119           |
| Membibre de la Hoz                  | 69            |
| Migueláñez                          | 178           |
| Montejo de Arévalo                  | 276           |
| Montejo de la Vega de la Serrezuela | 193           |
| Monterrubio                         | 74            |
| Moral de Hornuez                    | 102           |
| Mozoncillo                          | 1.050         |
| Muñopedro                           | 387           |
| Muñoveros                           | 208           |
| Nava de la Asunción                 | 2.638         |
| Navafría                            | 353           |
| Navalilla                           | 136           |
| Navalmanzano                        | 1.100         |
| Navares de Ayuso                    | 80            |
| Navares de Enmedio                  | 157           |
| Navares de las Cuevas               | 28            |
| Navas de Oro                        | 1.465         |
| Navas de Riofrío                    | 272           |
| Navas de San Antonio                | 299           |
| Nieva                               | 359           |
| Olombrada                           | 782           |
| Orejana                             | 105           |
| Ortigosa de Pestaño                 | 96            |
| Ortigosa del Monte                  | 367           |
| Otero de Herreros                   | 870           |
| Pajarejos                           | 47            |
| Palazuelos de Eresma                | 1.776         |
| Pedraza                             | 469           |
| Pelayos del Arroyo                  | 44            |
| Perosillo                           | 31            |
| Pinarejos                           | 188           |
| Pinarnegrillo                       | 176           |
| Pradales                            | 69            |
| Prádena                             | 533           |
| Puebla de Pedraza                   | 92            |
| Rapariegos                          | 255           |
| Rebollo                             | 126           |
| Remondo                             | 349           |
| Riaguas de San Bartolomé            | 102           |
| Riaza                               | 1.935         |
| Ribota                              | 37            |
| Riofrío de Riaza                    | 59            |
| Roda de Eresma                      | 100           |
| Sacramenia                          | 538           |
| Samboal                             | 583           |
| San Cristóbal de Cuéllar            | 209           |
| San Cristóbal de la Vega            | 156           |
| San Cristóbal de Segovia, Segovia   | 2.455         |
| San Ildefonso, Segovia              | 5.178         |
| San Martín y Mudrián                | 276           |
| San Miguel de Bernuy                | 182           |
| San Pedro de Gaíllos                | 320           |
| Sanchonuño                          | 810           |
| Sangarcía                           | 480           |
| Santa María la Real de Nieva        | 1.377         |
| Santa Marta del Cerro               | 51            |
| Santiuste de Pedraza                | 109           |
| Santiuste de San Juan Bautista      | 768           |
| Santo Domingo de Pirón              | 64            |
| Santo Tomé del Puerto               | 330           |
| Sauquillo de Cabezas                | 246           |
| Sebúlcor                            | 269           |
| Segovia                             | 54.945        |
| Sepúlveda                           | 1.324         |
| Sequera de Fresno                   | 46            |
| Sotillo                             | 36            |
| Sotosalbos                          | 131           |
| Tabanera la Luenga                  | 68            |
| Tolocirio                           | 58            |
| Torre Val de San Pedro              | 177           |
| Torreadrada                         | 119           |
| Torrecaballeros                     | 598           |
| Torrecilla del Pinar                | 296           |
| Torreiglesias                       | 397           |
| Trescasas                           | 367           |
| Turégano                            | 1.137         |
| Urueñas                             | 112           |
| Valdeprados                         | 51            |
| Valdevacas de Montejo               | 33            |
| Valdevacas y Guijar                 | 146           |
| Valseca                             | 276           |
| Valtiendas                          | 184           |
| Valverde del Majano                 | 531           |
| Valle de Tabladillo                 | 160           |
| Vallelado                           | 840           |
| Valleruela de Pedraza               | 70            |
| Valleruela de Sepúlveda             | 74            |
| Veganzones                          | 299           |
| Vegas de Matute                     | 246           |
| Ventosilla y Tejadilla              | 28            |
| Villacastín                         | 1.535         |
| Villaverde de Íscar                 | 716           |
| Villaverde de Montejo               | 62            |
| Villeguillo                         | 142           |
| Yanguas de Eresma                   | 198           |
| Zarzuela del Monte                  | 542           |
| Zarzuela del Pinar                  | 583           |